# テタヌラ類
テタヌラ類あるいはテタヌラ下目、堅尾類、堅尾下目（学名: Tetanurae、「堅く曲がりにくい尾」の意味）は、鳥嘴類に属する恐竜の一群である。

## 概説
中国語で「堅尾龍類」と表すように、学名（ラテン語）の語義は「硬い尾をもつ者の類い」であり、このグループの特徴の一つである互いに癒合してあまり曲がらなくなった丈夫な尾を指しての命名である。グループには、アロサウルス、ティラノサウルス、デイノニクスなどとともに、分岐分類学上では鳥類が含まれる。
1986年、古生物学者ジャック・ゴーティエに分岐分類学的手法により、鳥類との類似度によって獣脚類を分類し直した際に提唱されたグループである。獣脚類からエオラプトルとヘレラサウルスなどの原始的な種を除いたグループである新獣脚類 (Neotheropoda) からコエロフィシス類とケラトサウルス類（ケラトサウルス、アベリサウルス科［en/cf.ja］）を除いたものが含まれる。中生代三畳紀後期（もしくはジュラ紀前期）にコエロフィシス類とケラトサウルス類とテタヌラ類に分岐したと考えられる。従来のフリードリヒ・フォン・ヒューネによる古典的な獣脚類の分類群であるカルノサウルス類とコエルロサウルス類はいずれも、現在ではテタヌラ類の下位分類群として位置づけられている。

## 主な解剖学的特徴
- 前上顎骨は小さく、三角形で4本の前上顎歯を基本形とする。しかしトルヴォサウルス（3本：ちなみにケラトサウリアの基本形は3本である）、アロサウルスやネオヴェナトル（5本）など幅がある。スピノサウルス科の前上顎骨の形態は例外的に特異で、前後に長く伸び、前上顎歯も7本生えている。

- 上顎骨は眼窩より後ろには伸長しない。それに伴い、上顎の歯は眼窩より後ろには生えない。
- 上顎骨には前眼窩窓よりも前に開口部｛第二前眼窩窓（上顎骨窓：maxillary fenestra）｝がある。ただし、トルヴォサウルス、スピノサウルス科、カルカロドントサウルス科などいくつかのグループでは欠くことも多い。
- 涙骨が外側を向き、それとともに側頭窓が外側に移動して、概して縦長に細く潰れる。ギガノトサウルスなど、カルカロドントサウルス類に関しては特にこの側頭窓の復元が問題となっている。
- 原始的なテタヌラでは、脊椎骨数は、頚椎：10、胴椎：13、仙椎：5、尾椎：40, 50かそれ以上、を基本形とする。
- 神経棘から前後に突き出した関節突起による、尾椎の連結の強化。
- 肩甲骨は薄く、細長い。また肩峰突起が顕著に発達する。
- 前肢における第IV指の欠失。また第II中手骨が第I中手骨の2倍の長さである、
- 坐骨の閉鎖孔突起が発達。ただし、鳥では二次的に消失。
- 大腿骨転子稜の縮小。
- 脛骨の近位にある腓骨顆が大きく下腿稜（脛骨稜）からずれている。
- 第I中足骨が幅広の三角形をしており、第II中足骨の遠位に生じる。

## 系統分類

### 分類体系
- 有羊膜類 Amniota
竜弓類 Sauropsida
爬虫類 Reptilia
双弓類 Diapsida
主竜形類 Archosauromorpha
主竜類 Archosauria
恐竜類 Dinosauria
竜盤類 Saurischia
獣脚類 Theropoda
テタヌラ類 Tetanurae　★

### 下位分類
† は「絶滅」の意。頭に † をつけた分類群の下位分類は全て絶滅種。

━━テタヌラ類 Tetanurae

　　┗アヴェテロポーダ類 Avetheropoda

　　　┗†カルノサウルス類 Carnosauria

　　　　┃┣ピアトニッキサウルス類 Piatnitzkysauridae

　　　　┃┃┗ピアトニッキサウルス Piatnitzkysaurus

　　　　┃┣メガロサウルス類 Megalosauridae

　　　　┃┃┣メガロサウルス Megalosaurus

　　　　┃┃┣エウストレプトスポンディルス Eustreptospondylus

　　　　┃┃┗アフロヴェナトル Afrovenator

　　　　┃┣スピノサウルス類 Spinosauridae

　　　　┃┃┣スピノサウルス Spinosaurus

　　　　┃┃┗バリオニクス Baryonyx

　　　　┃┗アロサウルス類 Allosauridae

　　　　┃　┗アロサウルス Allosaurus

　　　　┗†コエルロサウルス類 Coelurosauria

　　　　　┃┣コンプソグナトゥス類 Compsognathidae

　　　　　┃┃┗中華竜鳥 Sinosauropteryx - 白亜紀前期 

　　　　　┃┣ティラノサウルス類 Tyrannosauridae

　　　　　┃┃┣ティラノサウルス Tyrannosaurus

　　　　　┃┃┗アルバートサウルス Albertosaurus

　　　　　┃┗オルニトミモサウルス類 Ornithomimosauria

　　　　　┃　┗オルニトミムス類 Ornithomimidae

　　　　　┃　　┣オルニトミムス Ornithomimus

　　　　　┃　　┣ストルティオミムス Struthiomimus

　　　　　┃　　┗ガリミムス Gallimimums

　　　　　┗†マニラプトル類 Maniraptora

　　　　　　┃┣アルヴァレスサウルス類 Alvarezsauridae

　　　　　　┃┃┗モノニクス Mononykus

　　　　　　┃┣テリジノサウルス類 Thurizinosauridae

　　　　　　┃┃┣テリジノサウルス Thurizinosaurus

　　　　　　┃┃┗セグノサウルス Segnosaurus

　　　　　　┃┗オヴィラプトル類 Oviraptoridae

　　　　　　┃　┣オヴィラプトル Oviraptor

　　　　　　┃　┗原始祖鳥 Protarchaeopteryx

　　　　　　┗†原鳥類 Paraves

　　　　　　　┗†デイノニコサウルス類 Deinonychosauria

　　　　　　　　┃┣ドロマエオサウルス類 Troodontidae

　　　　　　　　┃┃┣デイノニクス Deinonychus

　　　　　　　　┃┃┣ヴェロキラプトル Velociraptor

　　　　　　　　┃┃┗中国鳥竜 Sinornithosaurus - 白亜紀前期

　　　　　　　　┃┗トロオドン類 Troodontidae

　　　　　　　　┃　┣トロオドン Troodon

　　　　　　　　┃　┗メイ Mei

　　　　　　　　┗鳥群 Avialae

　　　　　　　　　┣†始祖鳥 Archaeopteryx - ジュラ紀後期

　　　　　　　　　┣†孔子鳥 Confuciusornis - 白亜紀前期

　　　　　　　　　┣†エナンティオルニス類 Enantiornithes - 白亜紀

　　　　　　　　　┗真鳥類 Ornithurae

　　　　　　　　　　┣†ヘスペロルニス Hesperornis

　　　　　　　　　　┗新鳥類 Neornithes = 鳥類 Aves